# Marcos Covarrubias Villaseñor
Marcos Alberto Covarrubias Villaseñor (Guadalajara, Jalisco, 2 de julio de 1967) es un político mexicano, adherente del Partido Acción Nacional, fue gobernador del Estado de Baja California Sur durante el periodo 2011-2015.
Es licenciado en Administración de Empresas por la Universidad del Valle de Atemajac, UNIVA. De 2003 a 2004 fue Representante del Gobierno del Estado de Baja California Sur. De 2005 a 2008 fue presidente Municipal de Comondú, Baja California Sur. Fue diputado federal en la LXI Legislatura de México. 
Tras su ruptura con el Partido de la Revolución Democrática, el 3 de noviembre de 2010, fue designado como candidato para gobernador del estado mexicano de Baja California Sur por parte de "La Alianza Es Contigo", integrada por el Partido Acción Nacional (PAN) y el Partido de Renovación Sudcaliforniana (PRS).
Resultó elegido gobernador de Baja California Sur en las elecciones celebradas el 6 de febrero de 2011. Recibió la constancia de mayoría correspondiente el 13 de febrero del mismo año.
La Auditoría Superior de la Federación lo denunció por peculado.